# Robert Pražák
Robert Pražák (Plzeň, 2 dicembre 1892 – Plzeň, 16 maggio 1966) è stato un ginnasta cecoslovacco.

## Palmarès

### Olimpiadi
- Argento a Parigi 1924 nel concorso individuale.
- Argento a Parigi 1924 nelle parallele simmetriche.
- Argento a Parigi 1924 negli anelli.